# 大胡同街道
大胡同街道，是中华人民共和国天津市红桥区已撤销的一个街道。
2019年3月13日，天津市民政局宣布撤销大胡同街道，并入三条石街道。

## 行政区划
大胡同街道下辖以下地区：
大胡同一区社区、大胡同二区社区、大胡同三区社区、大胡同四区社区、大胡同五区社区、大胡同六区社区、大胡同七区社区、大胡同八区社区和大胡同九区社区。